# Emulsión

A. Emulsión de dos líquidos inmiscibles fase I y fase II, no emulsificados;
B. Emulsión de fase II disperso en la fase I;
C. La emulsión inestable se separa progresivamente;
D. Las posiciones surfactantes (borde púrpura) en las interfaces entre la fase I y la fase II; estabilizan la emulsión.

Una emulsión es una mezcla heterogénea, de dos líquidos inmiscibles. Un líquido (la fase dispersa) es dispersado en otro (la fase continua o fase dispersante). Muchas emulsiones son de aceite/agua, con grasas alimenticias como uno de los tipos más comunes de aceites encontrados en la vida diaria. Ejemplos de emulsiones incluyen la mantequilla y la margarina, la leche y crema, el expreso, la mayonesa, el lado fotosensitivo de la película fotográfica, el magma y el aceite de corte usado en metalurgia. En el caso de la mantequilla y la margarina, la grasa rodea las gotitas de agua (en una emulsión de agua en aceite); en la leche y la crema el agua rodea las gotitas de grasa (en una emulsión de aceite en agua). En ciertos tipos de magma, glóbulos de ferroníquel líquido pueden estar dispersos dentro de una fase continua de silicato líquido. El proceso en el que se preparan las emulsiones se llama emulsificación.
Las emulsiones son parte de una clase más genérica de sistemas de dos fases de materia llamada coloides. A pesar de que el término coloide y emulsión se usan a veces de manera intercambiable, las emulsiones tienden a implicar que tanto la fase dispersa como la continua son líquidos.
Una emulsión se torna en una emulsión de agua en aceite o en una emulsión de aceite en agua dependiendo de la fracción del volumen de ambas fases y del tipo de emulsificador. Generalmente se aplica la regla de Bancroft: los emulsificadores y las partículas emulsificantes tienden a fomentar la dispersión de la fase en el que ellos no se disuelven muy bien; por ejemplo, las proteínas se disuelven mejor en agua que en aceite así que tienden a formar emulsiones de aceite en agua (por eso ellos fomentan la dispersión de gotitas de aceite a través de una fase continua de agua).
El color básico de las emulsiones es el blanco. Si la emulsión es diluida, el efecto Tyndall esparce la luz y distorsiona el color a azul; si es concentrada, el color se distorsiona hacia el amarillo. Este fenómeno se puede ver fácilmente al comparar la leche descremada (sin o con poca grasa) con la crema (con altas concentraciones de grasa láctea). Las microemulsiones y nanoemulsiones tienden a ser claros debido al pequeño tamaño de la fase dispersa.

## Apariencia y propiedades
Las emulsiones contienen tanto una fase dispersa como una continua, y el límite entre las fases se denomina "interfaz".  Las emulsiones tienden a tener un aspecto turbio porque las interfaces de muchas fases dispersan la luz a medida que pasa a través de la emulsión. Las emulsiones aparecen blancas cuando toda la luz se dispersa por igual. Si la emulsión está lo suficientemente diluida, la luz de alta frecuencia (longitud de onda baja) se dispersará más y la emulsión aparecerá más azul ; esto se denomina "efecto Tyndall". Si la emulsión está lo suficientemente concentrada, el color se distorsionará hacia longitudes de onda comparativamente más largas y aparecerá más amarillo. Este fenómeno es fácilmente observable cuando se compara la leche desnatada, que contiene poca grasa, con la nata, que contiene una concentración mucho mayor de grasa láctea. Un ejemplo sería una mezcla de agua y aceite.
Dos clases especiales de emulsiones, microemulsiones y nanoemulsiones, con tamaños de gota por debajo de 100 nm, aparecen translúcidas. Esta propiedad se debe al hecho de que las ondas de luz son dispersadas por las gotas solo si su tamaño excede aproximadamente un cuarto de la longitud de onda de la luz incidente. Dado que el espectro visible de la luz está compuesto por longitudes de onda entre 390 y 750 nanómetros (nm), si el tamaño de las gotas en la emulsión está por debajo de aproximadamente 100 nm, la luz puede penetrar a través de la emulsión sin dispersarse. Debido a su similitud en apariencia, nanoemulsiones y microemulsiones translúcidasse confunden con frecuencia. Nanoemulsiones translúcidos diferencia, que requieren equipo especializado para ser producidos, las microemulsiones se forman espontáneamente por "solubilizantes" moléculas de aceite con una mezcla de tensioactivos , cotensioactivos, y co-solventes. La concentración requerida de tensioactivo en una microemulsión es, sin embargo, varias veces mayor que en una nanoemulsión translúcida, y excede significativamente la concentración de la fase dispersa. Debido a muchos efectos secundarios indeseables provocados por los tensioactivos, su presencia es desventajosa o prohibitiva en muchas aplicaciones. Además, la estabilidad de una microemulsión a menudo se ve fácilmente comprometida por la dilución, el calentamiento o el cambio de los niveles de pH.
Las emulsiones comunes son inherentemente inestables y, por lo tanto, no tienden a formarse espontáneamente. La entrada de energía, a través de agitación, agitación, homogeneización o exposición a ultrasonidos de potencia, es necesaria para formar una emulsión. Con el tiempo, las emulsiones tienden a volver al estado estable de las fases que componen la emulsión. Un ejemplo de esto se ve en la separación de los componentes de aceite y vinagre de la vinagreta , una emulsión inestable que se separará rápidamente a menos que se agite casi continuamente. Hay importantes excepciones a esta regla: las microemulsiones son termodinámicamente estables, mientras que las nanoemulsiones translúcidas son cinéticamente estables.
El hecho de que una emulsión de aceite y agua se convierta en una emulsión de "agua en aceite" o en una emulsión de "aceite en agua" depende de la fracción de volumen de ambas fases y del tipo de emulsionante (tensioactivo)..

### Inestabilidad
La estabilidad de la emulsión se refiere a la capacidad de una emulsión para resistir cambios en sus propiedades a lo largo del tiempo. Hay cuatro tipos de inestabilidad en las emulsiones: floculación, coalescencia, formación de crema / sedimentación y maduración de Ostwald. La floculación se produce cuando existe una fuerza de atracción entre las gotitas, por lo que forman flóculos, como racimos de uvas. Este proceso puede ser deseable, si se controla en su extensión, para ajustar las propiedades físicas de las emulsiones, como su comportamiento al fluir. La coalescencia ocurre cuando las gotas chocan entre sí y se combinan para formar una gota más grande, por lo que el tamaño promedio de la gota aumenta con el tiempo. Las emulsiones también pueden someterse a una formación de crema, donde las gotas suben a la parte superior de la emulsión bajo la influencia de la flotabilidad o bajo la influencia de la fuerza centrípeta inducida cuando se usa una centrífuga. La formación de crema es un fenómeno común en las bebidas lácteas y no lácteas (es decir, leche, leche de almendras, leche de soja) y generalmente no cambia el tamaño de las gotas. La sedimentación es el fenómeno opuesto a la formación de crema y normalmente se observa en las emulsiones de agua en aceite. La sedimentación ocurre cuando la fase dispersa es más densa que la fase continua y las fuerzas gravitacionales empujan los glóbulos más densos hacia el fondo de la emulsión. Similar al batido, la sedimentación sigue la ley de Stokes.
Un "agente tensioactivo" apropiado puede aumentar la estabilidad cinética de una emulsión de modo que el tamaño de las gotas no cambie significativamente con el tiempo. La estabilidad de una emulsión, como una suspensión, se puede estudiar en términos del potencial zeta, que indica la repulsión entre gotitas o partículas. Si el tamaño y la dispersión de las gotas no cambia con el tiempo, se dice que es estable. Por ejemplo, las emulsiones de aceite en agua que contienen mono y diglicéridos y proteína de la leche como tensioactivo mostraron un tamaño de gota de aceite estable durante 28 días de almacenamiento a 25 °C.

### Supervisión de la estabilidad física
La estabilidad de las emulsiones se puede caracterizar utilizando técnicas como la dispersión de luz, la medición de la reflectancia del haz enfocado, la centrifugación y la reología. Cada método tiene ventajas y desventajas.

### Obtención de emulsiones
Una emulsión se puede obtener a partir de las siguientes manipulaciones:
1.      Física: aumento de temperatura (opcional porque también hay emulsionantes en frío).
2.      Química: a través de la acción de emulsionantes.
3.      Mecánica: a través de la agitación.

## Emulsionante
Un emulsionante (también llamado emulgente) es una sustancia que estabiliza una emulsión, frecuentemente un surfactante. Ejemplos de alimentos emulsionantes son la yema de huevo (en donde el principal producto químico emulsionante es la lecitina), la miel y la mostaza, en donde una variedad de productos químicos en el mucílago alrededor de la vaina de la semilla actúan como emulsionantes; las proteínas y emulsionantes de bajo peso molecular son los más comunes. En algunos casos, las partículas pueden estabilizar emulsiones a través de un mecanismo llamado estabilización Pickering. 
Ejemplos de emulsionantes alimentarios son:
- Yema de huevo: en la que el principal agente emulsionante y espesante es la lecitina. De hecho, lecithos es la palabra griega para yema de huevo.
- Mostaza [20]  - donde una variedad de productos químicos en el mucílago que rodea la cáscara de la semilla actúan como emulsionantes
- La lecitina de soja es otro emulsionante y espesante.
- Estabilización de pickering : utiliza partículas en determinadas circunstancias.
- Fosfatos de sodio: no es un emulsionante directo, [21] pero modifica el comportamiento de otras moléculas, por ejemplo, la caseína.
- Mono y diglicéridos : un emulsionante común que se encuentra en muchos productos alimenticios (cremas de café, helados, pastas para untar, panes, pasteles).
- Estearoil: lactilato de sodio
- DATEM (ésteres de mono y diglicéridos del ácido diacetil tartárico): un emulsionante que se utiliza principalmente en la repostería.
- Celulosa simple: un emulsionante particulado derivado de material vegetal que utiliza solo agua.
- Proteínas : aquellas con regiones hidrófilas e hidrófobas, por ejemplo, caseinato de sodio , como en el producto de queso fundible.

Tanto la mayonesa como la salsa holandesa son emulsiones de aceite en agua que son estabilizadas con la lecitina de la yema de huevo. Los detergentes son otra clase de surfactante, y pueden interactuarse químicamente tanto con el aceite como el agua, así estabilizando la interfaz entre las gotitas de aceite o agua en suspensión. Este principio es explotado en el jabón al remover la grasa con el propósito de limpieza. Una gran variedad de emulsionantes son usados en la farmacia para preparar emulsiones tales como cremas y lociones. Entre los ejemplos más comunes están la cera emulsificadora, el alcohol cetearil, el polisorbato 20 y el ceteareto 20.
Algunas veces la fase interna misma puede actuar como un emulsionante, y el resultado es una nanoemulsión – el estado interno se dispersa en gotitas de tamaño nanométrico dentro de la fase externa. Un ejemplo conocido de este fenómeno ocurre cuando el agua se vierte en una bebida de alto contenido alcohólico basado en anís, como el ouzo, el pastis o el rakı. Los componentes anisólicos, que son solubles en etanol, forman gotitas de tamaño nanométrico y emulgen dentro del agua. El color de esta bebida diluida es opaco y lechoso.

## En el ámbito sanitario

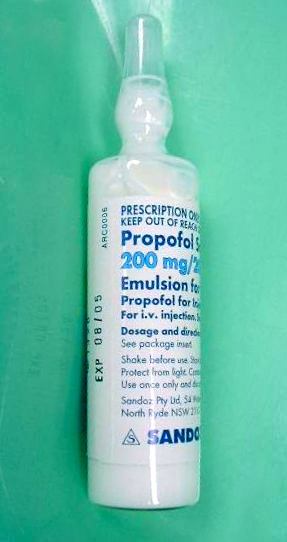
Ampolla de 20 mL de emulsión de propofol al 1 %, usado en una inyección intravenosa. Los fabricantes emulsionan el lípido soluble de propofol en una mezcla de agua, aceite de soya y lecitina de yema de huevo.

En la medicina, las emulsiones microscópicas son usadas para distribuir vacunas y matar microbios. Típicamente, las emulsiones usadas en estas técnicas son las nanoemulsiones de aceite de soja, con partículas de 400 a 600 nanómetros de diámetro. El proceso no es químico, como otros tipos de tratamientos antipatógenos, sino físico. Las gotitas son pequeñas y tienen una gran tensión superficial por lo tanto la fuerza de unión con otros lípidos es mayor. El aceite es emulsionado con detergentes para estabilizar la emulsión (las gotitas no pueden unirse unas con otras), así que se encuentran con otra clase de lípidos con una membrana bacteriana o con un alguna capa de virus, forzando a los lípidos a unirse unos con los otros. En una escala de masa, desintegra efectivamente la membrana y mata al patógeno.
Cabe destacar que la emulsión de aceite de soja no causa daños a las células normales de humanos ni a las células de la mayoría de los organismos superiores. Las excepciones son los espermatozoides y las células sanguíneas, que son vulnerables a las nanoemulsiones debido a sus estructuras de las membranas. Por esta razón, las nanoemulsiones de este tipo no son usados en intravenosas.
La aplicación más efectiva de este tipo de nanoemulsión es para la desinfección de superficies. Algunos tipos de nanoemulsiones se han mostrado efectivos en la destrucción del HIV-1 y varios patógenos de la tuberculosis, por ejemplo, en superficies no porosas.

## Fitosanitarios
Químicamente en una emulsión hablamos de una "fase dispersa" y otra "fase dispersante", por ejemplo, en casa podemos dispersar aceite de cocina en el agua del grifo y obtenemos una emulsión, la fase dispersa sería el aceite y el agua la dispersante. También podemos encontrar emulsiones en las que el agua actué de fase dispersa. Las emulsiones son inestables y las dos fases, dispersa y dispersante, tienden a separarse. Para evitarlo en la formulación de este tipo de productos fitosanitarios, es frecuente, el uso de uno o varios emulsionantes, que dan estabilidad a la mezcla evitando la separación de las fases. La acción de estos emulsionantes puede verse alterada por el tipo de agua usada, sobre todo si usamos aguas duras. EW significa emulsión de aceite en agua y EC concentrado emulsionable.